# Mexicos håndboldlandshold (damer)
Mexicos håndboldlandshold for kvinder er det kvindelige landshold i håndbold for Mexico. Det repræsenterer landet i internationale håndboldturneringer.. De reguleres af Federación Mexicana de Handball.